# Wuxue Zuyuan
Wuxue Zuyuan (chiń. 無學祖元, pinyin Wúxué Zǔyuán; jap. Mugaku Sogen; kor. 무학조원 Muhak Chowon; wiet. Vô Học Tổ Nguyên; ur. 1226, zm. 22 września 1286) – chiński mistrz chan szkoły linji, działający w Kamakurze. Znany także jako Bukko Kokushi (仏光国師)

## Życiorys
W wieku 13 lat został mnichem. Studiował i praktykował pod kierunkiem mistrza chan Wuzhuna Shifana (1177–1249) w klasztorze Wanshou(chan) si na górze Jing w prowincji Zhejiang.
Shifan przeznaczył dla swojego ucznia Koan Wu. Zuyuan był przekonany, że rozwiąże go w ciągu roku, jednak po sześciu latach praktyki dalej znajdował się w punkcie wyjścia. Pewnego dnia, jak napisał: „'Wu’ stał się nierozdzielnie związany ze mną, tak że nie mogłem oderwać się od niego nawet w czasie snu. Ten cały wszechświat wydawał się być niczym innym jak tylko samym 'wu'”. Shifan zauważył problem ucznia i doradził mu odłożyć „wu” na jakiś czas i praktykować wyłącznie zhiguan dazuo (tylko medytacja na siedząco). Jednak Zuyuan był tak ogarnięty przez „wu”, iż nie był w stanie tylko medytować. Po pół roku takiej praktyki usłyszał uderzenie w drewnianą tablicę i osiągnął oświecenie.
W jakiś czas potem został opatem własnego klasztoru. W tym czasie wojska mongolskie kończyły swój podbój Chin i grupa jeźdźców dotarła do klasztoru Zuyuana. Zamierzali zabić wszystkich mnichów, jednak spokojny Zuyuan poprosił dowódcę o zgodę na napisanie wiersza z okazji śmierci. Po uzyskaniu zgody napisał:
| W całym świecie nie ma dla mnie miejsca na odłożenie mojego kija Podmiot i przedmiot są całkowicie puste! Jak cudownie! Ten wielki miecz słynnego wojownika z przeszłości – Jest taki jakby wiosenny wietrzyk został rozłupany przez świetlisty piorun. |

Żołnierze byli pod takim wrażeniem jego spokoju, że nie zabiwszy nikogo odeszli z klasztoru.
Po śmierci w Japonii mistrza chan Lanxi Daolonga (1213–1278) Hōjō Tokimune wysyłał do Chin posłańców z misją znalezienia odpowiedniego nauczyciela chan, który mógłby zastąpić zmarłego mistrza. Ostatecznie wybór padł na wysokiej rangi mnicha z góry Tiantong Zuyuana.
Wuxuan Zuyuan był szanowanym mistrzem, chociaż nie figurował wśród wiodących osobowości chińskiego chanu.
W czerwcu 1279 roku mistrz w towarzystwie swojego ucznia Jingtanga Jueyuana i japońskiego mnicha zen przybył do Kamakury. Miał wtedy 56 lat. Aby zademonstrować swoje całkowite zaufanie do mistrza, Tokimune natychmiast wyznaczył go na stanowisko opata Kenchō-ji.
Po fiasku drugiej inwazji mongolskiej na Japonię Tokimune wybudował klasztor Engaku, który został ukończony w 1282. Jego pierwszym opatem został Zuyuan.
Zmarł w cztery lata później – w roku 1286. Otrzymał pośmiertny tytuł Bukkō zenji – mistrz zen Światło Buddy. Jego linia przekazu stała się znana pod nazwą Bukkō-ha.

## Linia przekazu Dharmy zen
Pierwsza liczba oznacza liczbę pokoleń od Pierwszego Patriarchy chan w Indiach Mahakaśjapy.
Druga liczba oznacza liczbę pokoleń od Pierwszego Patriarchy chan w Chinach Bodhidharmy.
Trzecia liczba oznacza początek nowej linii przekazu w innym kraju.
- 49/22. Huqiu Shaolong (1077–1136)
  - 50/23. Ying’an Tanhua (1103–1163)
    - 51/24. Mi’an Xianjie (1118–1186)
      - 52/25. Songyuan Chongyue (1139–1209
        - 53/26. Yun’an Puyan (1156–1226)
          - 54/27. Xutang Zhiyu (1189–1269)
            - 55/28/1. Nampo Jōmyō (1235–1309) Japonia. Szkoła rinzai.

      - 52/25. Po’an Zuxian (1136–1211)
        - 53/26. Wuzhun Shifan (Yuanjiao) (1177–1249)
          - 54/27. Muqi Fachang (bd) mnich-malarz
          - 54/27. Wuxue Zuyuan (1226–1286) (także Foguang)
            - 55/28/1. Mugai Nyodai (1223–1298) mniszka, pierwsza japońska mistrzyni zen
            - 55/28/1. Kōhō Kennichi (1241–1316) Japonia.
              - 56/29/2. Musō Soseki (1275–1351)
                - 57/30/3. Mukyoku Shigen (1282–1359)
                  - 58/31/4. Donchū Dōhō (1365–1498)

                - 57/30/3. Shun'oku Myōha (1311–1388)
                - 57/30/3. Chūgan Engetsu (1300–1375)
                - 57/30/3. Gidō Shūshin (1325–1388)
                - 57/30/3. Zekkai Chūshin (1336–1405)
                  - 58/31/4. Ishō Tokugan (bd)
                    - 59/32/5. Zuikei Shūhō (1391–1473)
                    - 59/32/5. Kisei Reigen (1403–1488)

            - 55/28/1. Kian Soen (1261–1313)) Japonia.
            - 55/28/1. Muchaku (ur. 1243) Japonia. Mniszka
            - 55/28/1. Hōjō Tokimune (1251–1284) Japonia.
            - 55/28/1. Ichiō Inkō (1210–1281)Japonia

          - 54/27. Wu’an Puning (1197–1276)
            - 55/28/1. Hōjō Tokiyori (1227–1263) Japonia

          - 54/27/1. Enni Ben’en (1201–1280) Japonia
          - 54/27. Wanji Xingmi (bd)
            - 55/28. Yishan Yining (1217–1317)
              - 56/29/1. Kokan Shiren (1278–1346) Japonia
              - 56/29/1. Sesson Yūbai (1290–1346) Japonia

          - 54/27. Xueyan Huilang (bd)
            - 55/28. Gaofeng Yuanmiao (1238–1295)
              - 56/29/1. Zhongfeng Mingben (1263–1323) Japonia
                - 57/29. Tianru Weize (zm. 1354)
                - 57/30/2. Kosen Ingen (1295–1374) Japonia

            - 55/28. Qi’an Zongxin (bd)
              - 56/29. Shiwu Qinggong (1272–1352)
                - 57/30/1. T’aego Poŭ (1301–1382) Korea. Szkoła imje
                - 57/30/1. Paegun Kyŏnghan (1298–1374) Korea